# Automatische Tonhöhenkorrektur
Automatische Tonhöhenkorrektur, auch Auto-Tune, ist ein Verfahren zur Tonhöhenänderung bei der Musikproduktion. Dabei wird die Tonhöhe (Intonation) eines Audiosignals, meistens Gesang, korrigiert bzw. verändert, ohne Beeinflussung der Obertonstruktur und des Tempos.

## Geschichte

### Analoge Tonhöhenkorrektur
Die Korrektur von Tonhöhen wurde erst durch die Aufzeichnung von Musik möglich und variiert noch heute durch Qualität der Aufnahme und der technischen Möglichkeiten. Eine der ersten Methoden, Musik aufzunehmen und somit auch zu korrigieren und zu manipulieren, bot die Schallplatte. In der analogen Tonhöhenkorrektur ist eine Veränderung der Tonhöhe mit einer Veränderung des Tempos und umgekehrt verbunden: Die Erhöhung macht die Aufnahme schneller, die Senkung  langsamer.

### Digitale Tonhöhenkorrektur
Die Ursprünge der digitalen Tonhöhenkorrektur sind auf erste Musikcomputer zurückzuführen, die in den 1950er Jahren für wissenschaftliche Datenverarbeitung im Einsatz waren. Jedoch waren sie groß und teuer und wurden gegen Ende der 1960er Jahre durch kleinere und günstigere Modelle ersetzt. Diese Geräte konnten zwar noch kein Audiomaterial bearbeiten, jedoch analoge Geräte steuern. In den 1970er Jahren begann dann die eigentliche Entwicklung der heutigen digitalen Tonhöhenkorrektur.

## Funktionsweise
Die Veränderung der Tonhöhe eines Klanges ohne gleichzeitige Veränderung der Abspielgeschwindigkeit wird als Pitch Shifting bezeichnet.
Die Trennung der Abhängigkeit von Tonhöhe und Geschwindigkeit eines akustischen Signals ist auch analog, per rotierender Tonköpfe, möglich, jedoch aufwendig und die Klangqualität des Ergebnisses fällt gering aus. Größere Verbreitung fand Pitch Shifting erst mit der Einführung digitaler Anwendungen.
Die folgenden Verfahren kommen in den meisten aktuellen Anwendungen zur Tonhöhenbearbeitung zum Einsatz, wobei sie mitunter auch kombiniert werden.

### Granularsynthese
Die Granularsynthese ist eine Methode, um künstliche Klänge zu generieren. Es wird ein kontinuierlicher Klang „vorgetäuscht“, der in Wirklichkeit aus einzelnen Grains besteht. Diese Grains sind etwa 50 Millisekunden lange Klangfragmente, die der Zuhörer wegen ihrer geringen Dauer nicht als einzelne Klangereignisse wahrnehmen kann. Angewendet wird die Granularsynthese zur Resynthese von gesampletem Material. Der aufgezeichnete Klang wird analysiert und in Grains zerlegt. Dies bewirkt, dass die Tonhöhe nun unabhängig von der Abspielgeschwindigkeit beliebig verändert werden kann (und umgekehrt).
Die Granularsynthese kann in Echtzeit angewendet werden.

### Phase Vocoder
Beim Phase Vocoding handelt es sich ebenfalls um ein Resynthese-Verfahren. Hier werden wie bei einer Filterbank die Filter in Reihe geschaltet; jeder Filter filtert einen bestimmten Bereich der Frequenzen heraus und ermittelt dessen Lautstärke. Anhand dieser Daten kann nun ein Klang neu zusammengesetzt werden, wobei Klangeigenschaften und zeitliche Strukturen erhalten bleiben. Das Phase-Vocoder-Verfahren kann nicht in Echtzeit eingesetzt werden.

## Produkte (Beispiele)

### Software
Antares Auto-Tune
- nahezu latenzfreie Echtzeit-Klangmanipulation
- neben der Bearbeitung von aufgezeichnetem Material auch für den Live-Einsatz geeignet

Melodyne / Ableton Live
- Audiomaterial wird vor der Bearbeitung einer Analyse unterzogen und anschließend in Echtzeit manipuliert
- flexible Eingriffe sind möglich, die bei gewöhnlicher Echtzeitbearbeitung starke Latenzen bewirken würden

WaveLab / Time Factory (Prosoniq)
- Manipulation wird in die Audiodatei hineingerechnet
- destruktive Bearbeitung (keine Rückkehr zum Originalmaterial möglich)[1]

#### Mobilgeräte
- I Am T-Pain (Smule)

### Hardware
- TC-Helicon VoiceLive 2 Vocal Effects Processor
- DigiTech Vocalist Live 4 Harmony-Effects Processor

## Gründe für die Anwendung
Zur Effizienzsteigerung kann so wiederholtes Einsingen im Studio vermieden sowie bei Konzerten unter verschiedenen Bedingungen eine vermeintlich gleichbleibende Qualität der Musik suggeriert werden. Es ist auch möglich, die Gesangsleistung indisponierter oder unvorbereiteter Künstler zu kompensieren. „Perfekte“ Gesangsaufnahmen sind damit in deutlich kürzerer Zeit möglich. Es besteht auch die Möglichkeit der Anwendung als ästhetisches Gestaltungsmittel zur Verfremdung von Stimmen.

## Anwendungsbeispiele
“I would dare to say that [pitch correction] is in almost all music you hear on pop radio to some extent.”

„Ich wage zu behaupten, dass [die Tonhöhenkorrektur] in nahezu aller Pop-Musik aus dem Radio in gewissem Maße zum Einsatz kommt.“

Die gebräuchlichste Anwendung automatischer Tonhöhenkorrekturen ist die Perfektionierung von Gesangsspuren in der populären Musik. Die Intensität der Anwendung reicht von der Korrektur einzelner Noten bis zur Verfremdung der gesamten Stimmcharakteristik. Die Stimmverfremdung wurde erstmals Ende der 1990er Jahre von verschiedenen Künstlern gezielt als Stilmittel eingesetzt. Das wohl bekannteste Beispiel ist das Lied Believe von Cher aus dem Jahr 1998 (Cher-Effekt). Große Bekanntheit erhielt der Effekt auch durch den US-Rapper T-Pain, der ihn als sein Markenzeichen in fast jedem seiner Stücke verwendet.

## Kritik
Durch das sofortige Korrigieren der gesungenen und gespielten Töne kann der Hörer die Intensität und Qualität der Bearbeitung nicht erkennen, ihm werden zu jeder Zeit scheinbar perfekt intonierende Künstler präsentiert. In der Vergangenheit kam es zu Protesten gegen die Nutzung von Tonhöhenkorrektursoftware von Seiten der Musiker: Unter anderem veröffentlichte der Rapper Jay-Z im Jahr 2009 den Titel D.O.A. (Death of Auto-Tune). Unter Sängern wird der Einsatz von Tonkorrekturen meist verheimlicht. Durch das einheitliche Klangbild tonal korrekter Musik entsteht der Eindruck, Musik verliere durch den Einsatz von Korrektursoftware an Authentizität. Eine Manipulation bei instrumentellen Aufnahmen dagegen wird im Allgemeinen weniger kritisch angesehen. Als Gegenbewegung wird immer mehr Musik frei von Software und anderen Manipulationsinstrumenten gefordert. Teilweise ist aber der Umgang mit Tonhöhenkorrektur-Software wieder offener geworden.